# Diadegma speculare
Diadegma speculare är en stekelart som först beskrevs av Thomson 1887.  Diadegma speculare ingår i släktet Diadegma och familjen brokparasitsteklar. Arten är reproducerande i Sverige. Inga underarter finns listade i Catalogue of Life.